# Police (Olomouc)
Police é uma comuna checa localizada na região de Olomouc, distrito de Šumperk.